# Lời Thông sáng

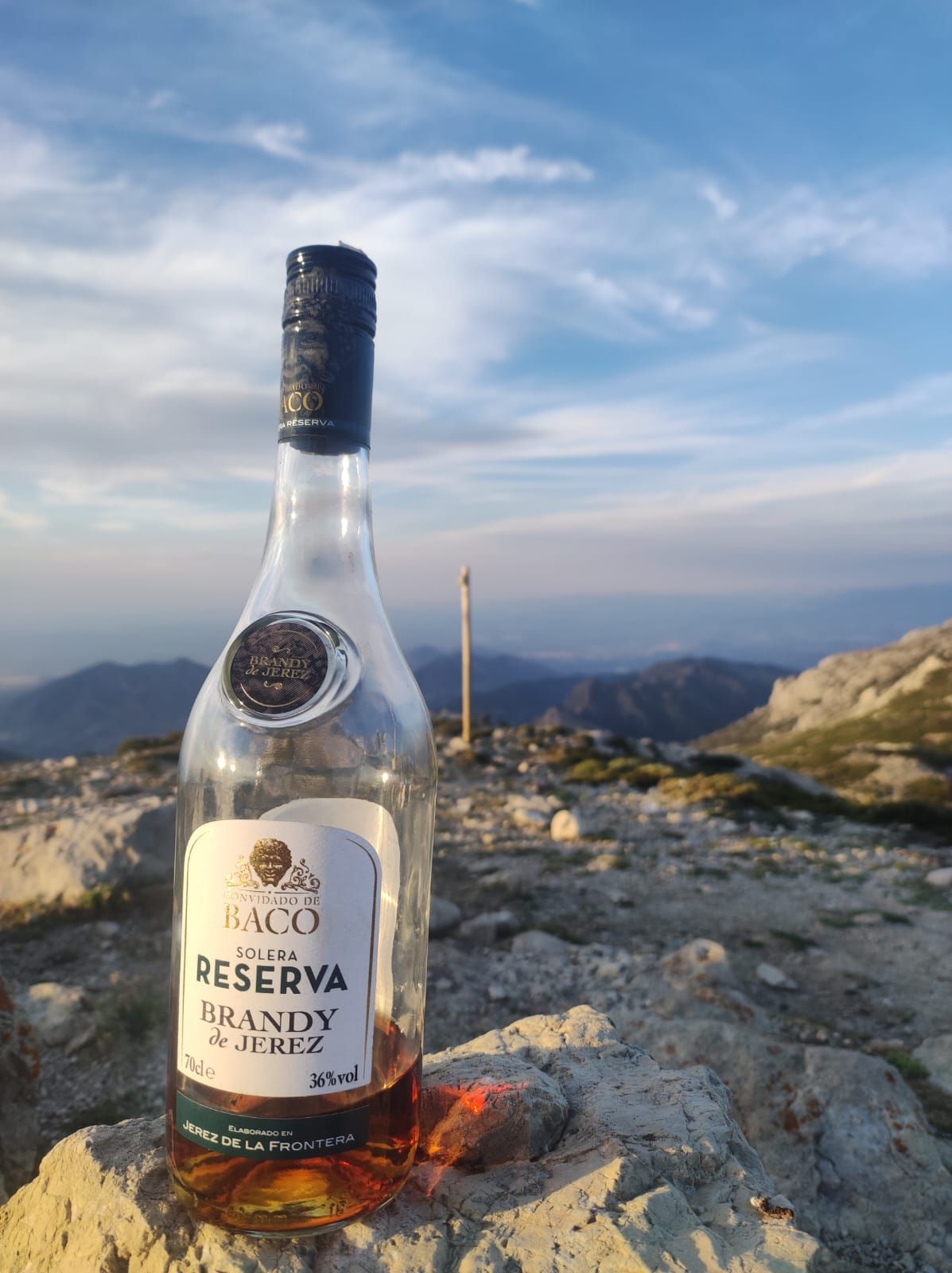
Rượu mạnh (Brandy) bị nghiêm cấm đối với các tín nhân Mặc Môn

Lời Thông sáng (Word of Wisdom) là tên gọi thông thường của một tiết thứ 1833 trong cuốn Giáo Lý và Giao Ước vốn là một cuốn sách được nhiều giáo hội trong phong trào Thánh hữu Ngày sau coi là một văn bản thiêng liêng. Phần này xác định niềm tin về một số loại ma túy nhất định mà các tín nhân Mặc Môn giáo phải kiêng kị, các thành phần dinh dưỡng nói chung và lời khuyên nên ăn thịt một cách không quá độ. Sách Giáo Lý và Giao Ước cũng đưa ra những lời hứa cho những người tuân theo sự hướng dẫn của Lời Thông sáng này. Lời Thông sáng nghiêm cấm rõ ràng việc dùng rượu, thuốc lá, trà và cà phê (với trà và cà phê được dán nhãn là "đồ uống nóng") và sử dụng ma túy để giải trí, đồng thời khuyến khích các tín nhân thực hành chế độ ăn lành mạnh như ăn uống bổ dưỡng, ăn thịt không quá độ, tập thể dục thường xuyên, vệ sinh cá nhân đúng cách và nghỉ ngơi đầy đủ. Việc tuân thủ Lời Thông sáng là cần thiết trong Giáo hội LDS để trở thành tín nhân Mặc Môn và tham gia vào các công việc khác nhau của nhà thờ Mặc Môn.

## Sách Mặc Môn
Luật sức khỏe được Chúa mặc khải vì lợi ích thể chất và thuộc linh của các Thánh hữu (GLGƯ 89). Luật pháp này đã trở nên thường được gọi là Lời Thông sáng. Chúa luôn dạy bảo các tín đồ của Ngài về các nguyên tắc sức khỏe. Chúa đã mặc khải cho Joseph Smith biết loại thực phẩm nào nên ăn và loại nào nên tránh, cùng với lời hứa về những phước lành vật chất và thuộc linh cho những ai biết tuân theo Lời Thông sáng 
- Chớ nên uống rượu hay là uống vật chi có tánh say (LVKý 10:9).
- Rượu khiến người ta nhạo báng, đồ uống say làm cho hỗn hào (CNgôn 20:1).
- Những tay ghiền rượu cho rượu mạnh là cay đắng (ÊSai 24:9).
- Đa Ni Ên quyết định không chịu ô uế bởi đồ ngon vua ăn và rượu vua uống (ĐNÊn 1:8).
- Kẻ say sưa chẳng hưởng được nước Đức Chúa Trời đâu (CRTô 6:10, GLTi 5:21).
- Kẻ nào cấm ăn thịt, bảo rằng loài người không được ăn thịt, tức là kẻ đó không do Thượng Đế lập ra (GLGƯ 49:18–21).
- Tất cả mọi vật có trên thế gian là để con người sử dụng bằng một cách có suy tính, không quá độ (GLGƯ 59:20).
- Chúa khuyên bảo các Thánh Hữu không nên dùng rượu nho, rượu mạnh, thuốc lá hay các thức uống nóng (GLGƯ 89:1–9).
- Thảo mộc, trái cây, thịt và ngũ cốc được tạo ra cho loài người và súc vật dùng (GLGƯ 89:10–17).

Sự tuân theo Lời Thông sáng mang lại những phước lành vật chất và thuộc linh (GLGƯ 89:18–21).

## Dẫn luận

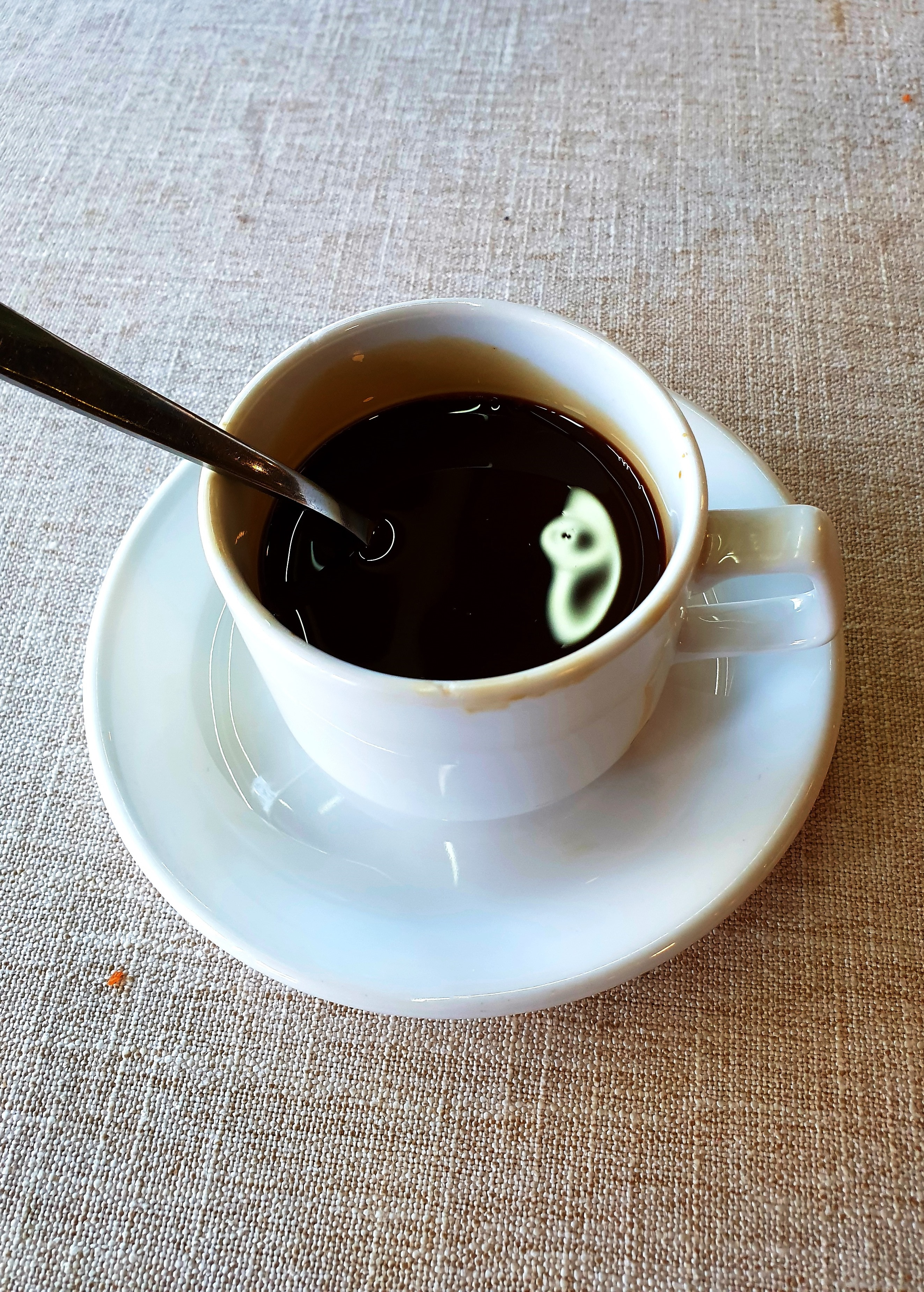
Cà phê được các tín nhân Mặc Môn xem là "thức uống nóng" trong Lời Thông sáng

Các nhà lãnh đạo Giáo hội LDS dạy rằng việc dùng bất kỳ loại rượu nào, kể cả bia đều vi phạm Lời Thông sáng, tuy nhiên, rượu vang đã được sử dụng trong phép bí tích (được xem là rượu bí tích), và "đồ uống nhẹ" (bia) ban đầu được cho phép. Trong Giáo hội LDS, các tín nhân không được phép hút thuốc lá dưới bất kỳ hình thức nào, kể cả hút thuốc, nhai thuốc hoặc sử dụng thuốc lá điện tử. Điều này cũng áp dụng cho bất kỳ việc sử dụng các chất nicotine dưới bất kỳ hình thức nào. Giáo hội LDS cấm trà và cà phê, như được giải thích từ việc đề cập đến đồ uống nóng trong kinh thánh, người ta cũng dạy rằng đồ uống nóng hay không không quan trọng. Nhìn chung, người ta cho rằng không có lệnh cấm uống trà thảo mộc, cà phê thay thế như Pero và Postum, sô cô la nóng, đồ uống từ mạch nha như Ovaltine và Milo hoặc nước nóng.
Đồ uống nóng được làm rõ trong sổ tay của Giáo hội LDS: Cách giải thích chính thức duy nhất về "đồ uống nóng" (GLGƯ 89:9) trong Lời Thông sáng là lời tuyên bố của các nhà lãnh đạo Giáo hội thời kỳ đầu rằng thuật ngữ "đồ uống nóng" có nghĩa là trà và cà phê. Vào năm 1842, anh trai của Smith Hyrum, Phụ Tá Chủ Tịch của Giáo Hội và tộc trưởng chủ tọa của Giáo Hội, đã đưa ra một cách giải thích về quy định của Lời Thông Sáng về việc cấm "đồ uống nóng": Và một lần nữa "đồ uống nóng không dành cho cơ thể hay cái bụng; có nhiều người thắc mắc điều này có nghĩa là gì; cho dù nó có đề cập đến trà, cà phê hay không. Tôi nói nó đề cập đến trà và cà phê. Theo một cuốn sách được viết bởi nhà truyền giáo và nhà thánh ca LDS Joel H. Johnson vào năm 1881, Joseph Smith đã chia sẻ cách giải thích của Hyrum: Tôi hiểu rằng một số người đang bào chữa cho việc sử dụng trà và cà phê, bởi vì Chúa chỉ nói "đồ uống nóng" trong sự mặc khải của Lời Thông sáng. Trà và cà phê là những gì Chúa muốn nói khi Ngài đã nói "đồ uống nóng".